# Álvaro Obregón, Huatabampo
Álvaro Obregón är en ort i Mexiko.   Den ligger i kommunen Huatabampo och delstaten Sonora, i den västra delen av landet, 1 300 km nordväst om huvudstaden Mexico City. Álvaro Obregón ligger 38 meter över havet och antalet invånare är 432.
Terrängen runt Álvaro Obregón är platt.Runt Álvaro Obregón är det ganska tätbefolkat, med 72 invånare per kvadratkilometer. Álvaro Obregón är det största samhället i trakten. Trakten runt Álvaro Obregón består till största delen av jordbruksmark.